# شهرستان جیانچانگ
شهرستان جیانچانگ (به لاتین: Jianchang County) یک منطقهٔ مسکونی در چین است که در هولوداو واقع شده‌است. شهرستان جیانچانگ ۳٬۱۹۵ کیلومتر مربع مساحت و ۶۰۰٬۰۰۰ نفر جمعیت دارد و ۳۶۹ متر بالاتر از سطح دریا واقع شده‌است.